# Pedra das Flores
A Pedra das Flores é um afloramento de gnaisse com 1 909 metros de altitude, localizado no distrito de Pedra Azul do Aracê, no município de Domingos Martins, no Espírito Santo. Trata-se do ponto mais elevado do município.
É localizada ao lado do Pico Pedra Azul, importante ponto turístico do estado. Com 1 822 metros, é mais visitado que a Pedra das Flores por causa de sua beleza.
No alto da Pedra das Flores há um microclima, devido ao ar úmido e pelo fato de passar a maior parte do tempo encoberto pelas nuvens o que favorece o crescimento de várias flores, no topo da pedra há cerca de 26 espécies de orquídeas e 51 espécies de bromélias catalogadas como endêmicas, isto é, só existem naquele lugar.
Na Base da Pedra, se encontram as nascentes do rio Jucu Braço Norte, que abastece 70% do consumo de água na Grande Vitória.